# Chièvres Air Base
Chièvres Air Base är en flygbas i Belgien. Den ligger i den centrala delen av landet, 50 km sydväst om huvudstaden Bryssel. Chièvres Air Base ligger 56 meter över havet.
Terrängen runt Chièvres Air Base är platt. Runt Chièvres Air Base är det ganska tätbefolkat, med 93 invånare per kvadratkilometer.. Närmaste större samhälle är Mons, 16,0 km sydost om Chièvres Air Base. 
Trakten runt Chièvres Air Base består till största delen av jordbruksmark.